# Flughafen Port Said

i7
i11
i13
Der Flughafen Port Said in Ägypten ist ein westlich des Stadtzentrums von Port Said gelegener regionaler Flughafen. Im Februar 2011 wurden erste modernisierte Gebäude freigegeben. Diese wurden im Rahmen der Stadtentwicklung umgebaut. Als Anflughilfe steht ein VOR/DME zur Verfügung, ein ILS ist nicht vorhanden.
Der Flughafen wird insbesondere durch die Egypt-Air-Tochter Egypt Air Express angeflogen, welche zwölf Embraer 170 betreibt.

## Zwischenfälle
- Am 7. März 1958 stürzte eine Viking 1B der Misrair (Luftfahrzeugkennzeichen SU-AGN) im Anflug auf den Flughafen Port Said in den Manzala-See. Die aus Athen kommende Maschine war aus Wettergründen von Kairo ausgewichen. Acht der 26 Personen an Bord kamen ums Leben.[3]

- Am 15. Januar 2008 verunglückte während eines Übungsfluges eine Beech King Air C90B der ägyptischen Atombehörde (SU-ZAA) mit einem Piloten und einem Flugschüler 500 Meter von der Landebahn entfernt.[4]